# Mario Pistoni
Mario Pistoni (Roma, 11 gennaio 1932 – Arolo, 28 agosto 1992) è stato un ballerino e coreografo italiano.

## Biografia
Mario Pistoni studia alla Scuola di Ballo del Teatro dell'Opera di Roma. Nel 1951 diventa primo ballerino del teatro romano. Dal 1953 si trasferisce al Teatro alla Scala di Milano diventando primo ballerino assoluto nel 1958.
In questi anni interpreta i più importanti balletti del repertorio classico (Il lago dei cigni, Coppélia, Cenerentola, Giselle, Lo schiaccianoci) e moderno (Les noces, Le Spectre de la rose, Il figliol prodigo, L'uccello di fuoco). È inoltre protagonista in Mario e il Mago di Léonide Massine/Franco Mannino/Luchino Visconti, in Sébastian di Luciana Novaro su musica di Gian Carlo Menotti, in Don Juan di Léonide Massine su musica di C.W. Gluck e in Romeo e Giulietta di John Cranko, in coppia con Carla Fracci.
Alla fine degli anni cinquanta-inizio anni sessanta del XX secolo comincia l’attività di coreografo e fonda la compagnia dei ‘’Solisti del Teatro alla Scala’’ per la quale crea i primi balletti: 1960, Il figliuol prodigo, su musica di Sergej Prokofiev; 1963, Spirituals per orchestra, su musica di Morton Gould; 1965, Francesca da Rimini, su musica di Pëtr Il'ič Čajkovskij, e Mutazioni su musica di Vittorio Fellegara. Nel 1966 crea La Strada su musiche di Nino Rota, ispirandosi all’omonimo film di Federico Fellini. Veste i duplici panni di coreografo e interprete (nel ruolo del Matto), e affida il ruolo di Gelsomina a Carla Fracci, sua partner storica nei balletti del repertorio ottocentesco meneghino. Il balletto, la cui prima mondiale si è tenuta il 2 settembre 1966 al Teatro alla Scala, riscuote grande successo, diventando anche oggetto di tesi di laurea.
Seguono altre coreografie quali Elegia, 1967, su musica di Alearco Ambrosi e testi poetici di Rafael Alberti; Ritratto di Don Chisciotte, con scenografie di Lucio Fontana; Il mandarino meraviglioso, su musica di Béla Bartók, interpretato dallo stesso Pistoni con Luciana Savignano nella parte della Prostituta (contribuendo alla sua definitiva consacrazione); The Macbeths, 1969, su musica di Richard Strauss; Adagio, 1969, su musica di Tomaso Albinoni; Concerto dell'albatro, 1972, su musica di Giorgio Federico Ghedini, creato per Luciana Savignano; Una vita, su musiche di Stravinskij, 1973, con Aida Accolla nella parte della Donna; Specchio a tre luci, 1974, su musica di Virgilio Mortari, con cui si congeda dal teatro milanese dopo ventisette anni (vi torna nel 1985 creando per il Corpo di Ballo scaligero I promessi sposi su musica di Roberto Hazon). Tra le interpreti delle sue coreografie va ricordata la moglie Fiorella Cova.
Continua, tuttavia, l’attività di coreografo e crea Romeo e Giulietta, su musica di Sergej Prokofiev, per il Corpo di Ballo dell'Opera di Roma, del quale assume anche la direzione per due stagioni.
Dal 1978 al 1981 dirige il Corpo di Ballo del Teatro San Carlo di Napoli.
Nel 1986 assume la direzione del Corpo di Ballo dell'Arena di Verona. Nelle due stagioni in cui resta in carica firma diverse coreografie (Processo a Maria De Leyva, Ephimeros e altre) anche d'opera, tra cui Aida di Giuseppe Verdi e la regia di Pagliacci di Ruggero Leoncavallo.